# Lyžařský orientační běh na Olympiádě dětí a mládeže
Lyžařský orientační běh na Olympiádě dětí a mládeže je pořádán od roku 2014, jako samostatná disciplína pro mladší a starší žáky a žákyně. Ti soutěží během konání olympiády většinou ve třech závodech - ve sprintu, na krátké trati a ve smíšené štafetě (dívka, chlapec, dívka, chlapec).
Olympiáda dětí a mládeže se koná každé dva roky, zimní hry v sudých letech a letní hry v lichých letech (poprvé v roce 2003). Jedná se o projekt Českého olympijského výboru. Mladým sportovcům navozuje atmosféru opravdových olympijských her. Účastníci nejsou ochuzeni o zapálení olympijského ohně, slavnostní ceremoniály, soužití v olympijské vesnici nebo složení olympijské přísahy.

## Dějiště
| Rok      | Datum                | Kraj            |
| -------- | -------------------- | --------------- |
| ODM 2014 | 19. - 24. ledna      | Kraj Vysočina   |
| ODM 2016 | 17. - 22. ledna      | Ústecký kraj    |
| ODM 2018 | 28. ledna - 2. února | Pardubický kraj |

## Sprint

### Mladší žákyně
| Rok  | Zlato              | Stříbro         | Bronz          | Záznam |
| ---- | ------------------ | --------------- | -------------- | ------ |
| 2014 |                    |                 |                |        |
| 2016 |                    |                 |                |        |
| 2018 | Michaela Metelková | Adéla Randáková | Agáta Moskvová | [ 2 ]  |

### Mladší žáci
| Rok  | Zlato      | Stříbro      | Bronz      | Záznam |
| ---- | ---------- | ------------ | ---------- | ------ |
| 2014 |            |              |            |        |
| 2016 |            |              |            |        |
| 2018 | Jiří Blaha | Marek Štěrba | Matěj Tkáč | [ 3 ]  |

### Starší žákyně
| Rok  | Zlato          | Stříbro           | Bronz            | Záznam |
| ---- | -------------- | ----------------- | ---------------- | ------ |
| 2014 |                |                   |                  |        |
| 2016 |                |                   |                  |        |
| 2018 | Kateřina Černá | Rozálie Kuchařová | Tereza Chrástová | [ 4 ]  |

### Starší žáci
| Rok  | Zlato         | Stříbro     | Bronz        | Záznam |
| ---- | ------------- | ----------- | ------------ | ------ |
| 2014 |               |             |              |        |
| 2016 |               |             |              |        |
| 2018 | Matyáš Štregl | Radek Peňáz | Marek Hasman | [ 5 ]  |

## Krátká trať

### Mladší žákyně
| Rok  | Zlato | Stříbro | Bronz | Záznam |
| ---- | ----- | ------- | ----- | ------ |
| 2014 |       |         |       |        |
| 2016 |       |         |       |        |
| 2018 |       |         |       |        |

### Mladší žáci
| Rok  | Zlato | Stříbro | Bronz | Záznam |
| ---- | ----- | ------- | ----- | ------ |
| 2014 |       |         |       |        |
| 2016 |       |         |       |        |
| 2018 |       |         |       |        |

### Starší žákyně
| Rok  | Zlato | Stříbro | Bronz | Záznam |
| ---- | ----- | ------- | ----- | ------ |
| 2014 |       |         |       |        |
| 2016 |       |         |       |        |
| 2018 |       |         |       |        |

### Starší žáci
| Rok  | Zlato | Stříbro | Bronz | Záznam |
| ---- | ----- | ------- | ----- | ------ |
| 2014 |       |         |       |        |
| 2016 |       |         |       |        |
| 2018 |       |         |       |        |

## Štafety

### Mladší žactvo
| Rok  | Zlato                        | Stříbro                       | Bronz                          | Záznam |
| ---- | ---------------------------- | ----------------------------- | ------------------------------ | ------ |
| 2014 |                              |                               |                                |        |
| 2016 |                              |                               |                                |        |
| 2018 | Anna Čechmánková, Jiří Blaha | Marie Bartošová, Marek Štěrba | Michaela Metelková, Jan Čivrný | [ 6 ]  |

### Starší žactvo
| Rok  | Zlato                        | Stříbro                     | Bronz                       | Záznam |
| ---- | ---------------------------- | --------------------------- | --------------------------- | ------ |
| 2014 |                              |                             |                             |        |
| 2016 |                              |                             |                             |        |
| 2018 | Tereza Chrástová, Vít Štefan | Annie Novotná, Marek Hasman | Dorotea Tichá, Martin Šimša | [ 7 ]  |